# Nadja Abd el Farrag
Nadja Abd El Farrag (n. 5 martie 1965, Hamburg, RFG – d. 9 mai 2025, Hamburg, Germania) a fost o moderatoare TV și actriță germană care a provenit din Sudan și a avut pseudonimul "Naddel".

## Publicații
Cărți
- Naddel kocht verführerisch gut. Südwest, München 2002, ISBN 3-517-06538-2.
- Ungelogen – (k)eine Liebesgeschichte. 2. Auflage. Herbig, München 2003, ISBN 3-7766-2339-X.

Muzică
- Weiße Pferde – mit Kurt Elsasser, Album, 2007
- Blinder Passagier – mit Kurt Elsasser, Single, 2007
- Weil Ich Dir Vertrau – mit Kurt Elsasser, Single, 2008
- Amore Per Sempre – mit Kurt Elsasser, Single, 2008
- Heimat – mit Kurt Elsasser, Single, 2008
- Kleiner Hai – Onkel Balu feat. Ray jr. vs. Naddel, Single, 2008
- Sun of Mallorca, Single, 2009